# Atalante (1802)
Pour les articles homonymes, voir Atalante (navire).
L’Atalante est une frégate de la Marine française de classe Virginie lancée en 1802. Elle fait campagne dans l'océan Indien contre les Britanniques pendant les guerres de la Première République. Elle finit sa carrière en novembre 1805 par un échouage au Cap de Bonne-Espérance ; ses marins se joignent à la petite garnison de la République batave qui, après une brève résistance, doit se rendre aux Britanniques en janvier 1806.

## Historique

### Dans l'océan Indien

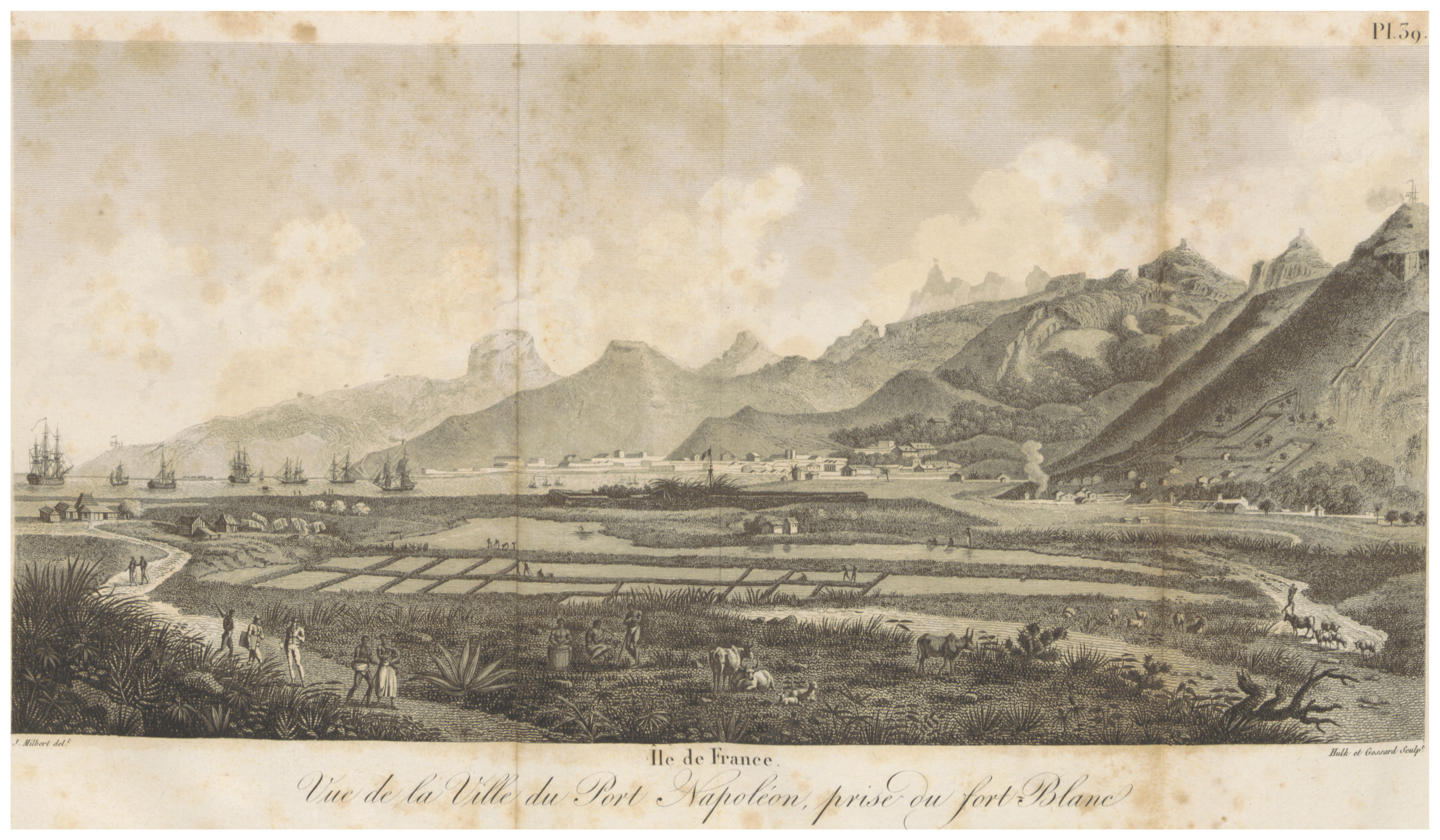
Flotte dans le port de Mahébourg à l'île de France, 1812.

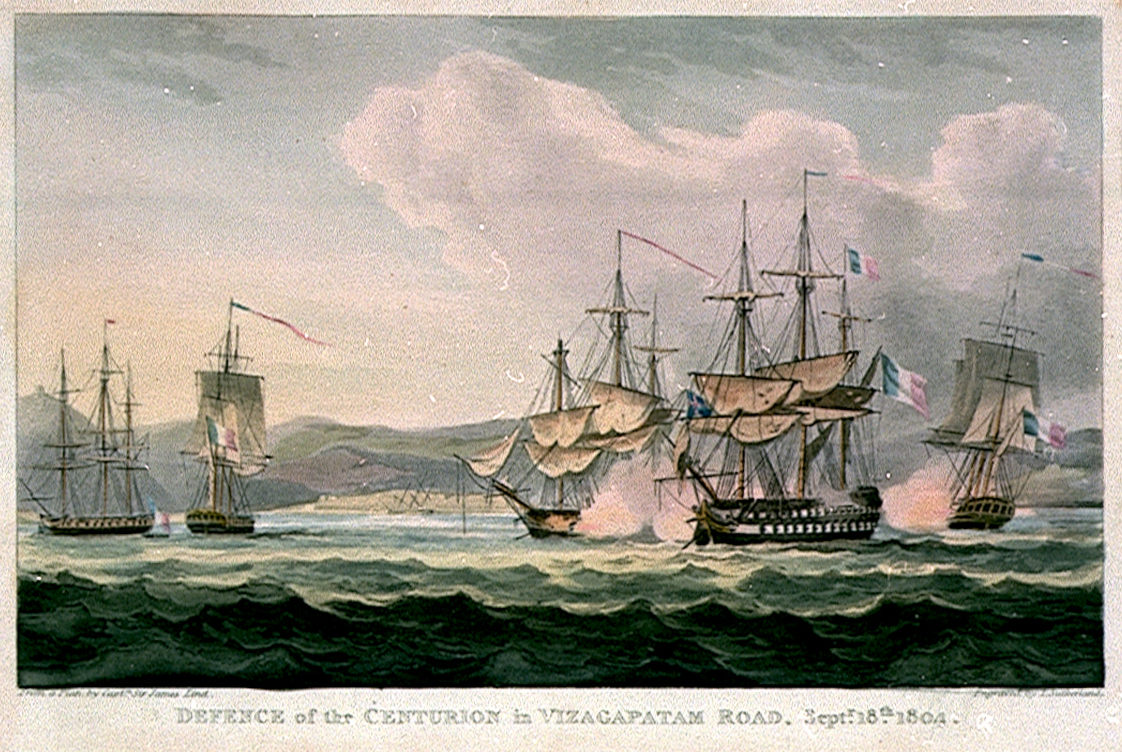
Bataille de Vizagapatam, 18 septembre 1804, gravure de Thomas Sutherland d'après un tableau de James Lind, 1818.

Le 6 mars 1803, à la suite de la paix d'Amiens signée par le premier consul Napoléon Bonaparte avec le Royaume-Uni, une escadre française commandée par le contre-amiral Charles Alexandre de Linois est envoyée dans l'océan Indien pour reprendre possession des colonies de la République française et de son alliée la République batave occupées par les Britanniques pendant la guerre de la Première Coalition. L'escadre transporte un renfort de troupes et d'employés civils et militaires. L’Atalante, armée de 44 canons de 18, a pour capitaine Camille Gaudin-Beauchêne ; un de ses officiers est le corsaire Pierre Bouvet. Elle arrive la première au Cap de Bonne-Espérance dont les Hollandais (Bataves) reprennent possession. Le 15 septembre 1802, l’Atalante quitte l'île de France, aujourd'hui Maurice, avec à son bord l'ancien conventionnel Jean-Baptiste Cavaignac, nommé consul à Mascate, et un autre diplomate nommé à Mokha au Yémen. Peu après, l'escadre apprend que les Britanniques ont rompu la paix et déclaré la guerre à la France le 16 mai 1803. Le 12 juillet 1803, la division Linois arrive à Pondichéry : elle comprend le vaisseau Marengo (en) de 74 canons et les frégates Atalante et Sémillante ; la frégate Belle Poule, partie en éclaireuse, était arrivée devant Pondichéry 18 jours plus tôt. Ils font face à une escadre anglaise de 5 vaisseaux, 3 frégates et 2 corvettes. Linois reste au large et tente d'obtenir la restitution de la ville mais le commandant anglais Peter Rainier, déjà informé par l'Égypte de la déclaration de guerre, a reçu l'ordre du gouverneur de Madras de ne pas la céder. Le 13 juillet, Linois, ayant reçu l'ordre de retourner à l'île de France, feint de vouloir mouiller sur place pour négocier puis s'éclipse à la faveur de la nuit.
À l'été 1804, l'escadre Linois, composée du Marengo, de l’Atalante et de la Sémillante, va croiser vers Ceylan et le golfe du Bengale où elle fait quelques prises. Le 18 septembre 1804, elles rencontrent le vaisseau de ligne anglais HMS Centurion (en) accompagné de deux indiamen (navires de la Compagnie anglaise des Indes orientales) devant Visakhapatnam. Le combat naval est indécis : selon la version française, l’Atalante mène l'attaque et le Centurion, après une longue canonnade contre ses trois adversaires,, amène son pavillon mais le Marengo touche un haut fond alors qu'il se trouve à portée d'une batterie terrestre anglaise, ce qui décide Linois à ordonner la retraite. Selon la version britannique, c'est le tir du Centurion qui oblige les Français à se retirer. Quoi qu'il en soit, les Français emmènent en butin l’indiaman Princess Charlotte,.

### Échouage et combat terrestre au Cap de Bonne-Espérance

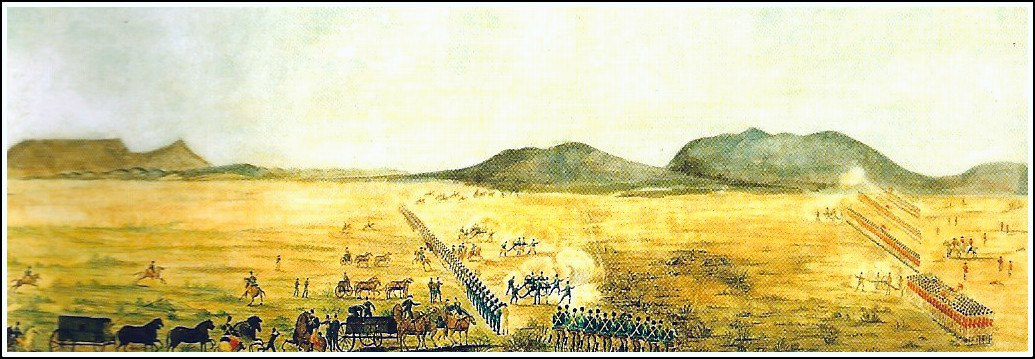
Bataille de Blaauwberg : les Franco-Bataves à gauche, les tuniques rouges britanniques à droite. Peinture anonyme, 1820.

En juillet 1805, Linois repart vers l'Atlantique en laissant l’Atalante à l'île de France pour des réparations. La frégate se dirige vers La Réunion, qu'elle atteint le 23 juillet, puis vers le Cap de Bonne-Espérance, rentré sous contrôle batave. Elle rejoint le Marengo et la Belle Poule devant la montagne de la Table mais, le 3 novembre, un coup de vent la jette à la côte et cause de graves avaries. Après une tentative de réparation, la coque fait eau et il faut se résoudre à l'échouer pour la démanteler. Linois, qui repart pour la France le 9 novembre, laisse la consigne à Gaudin-Beauchêne de tenter de réparer le Bato, vaisseau de ligne batave de 74 canons qui se trouvait à l'abandon, mais ce dernier se révèle tout aussi irréparable. Selon le rapport britannique repris par la London Gazette, l’Atalante et le Bato se seraient volontairement sabordés à l'approche de l'escadre anglaise.
Quelques jours plus tard, l'approche cette escadre est signalée en direction du Cap. Gaudin-Beauchêne arme les 160 hommes qui lui restent et les prépare pour un combat d'infanterie afin de contribuer de son mieux à la défense de la colonie. Sous le commandement du gouverneur Jean Guillaume Janssens, les Franco-Bataves affrontent le corps de débarquement britannique à la bataille de Blaauwberg le 8 janvier 1806. Les Français laissent 40 tués et blessés sur le terrain. La colonie se rend le 18 janvier 1806 et les Britanniques en prennent possession.
Gaudin-Beauchêne, né à Saint-Briac le 11 septembre 1765, est rapatrié en France. Nommé capitaine de vaisseau et chevalier de la Légion d'honneur, il meurt à Montpellier le 19 juillet 1807.